# Ischnoptera fulvipennis
Ischnoptera fulvipennis är en kackerlacksart som beskrevs av Karlis Princis 1951. Ischnoptera fulvipennis ingår i släktet Ischnoptera och familjen småkackerlackor. Inga underarter finns listade i Catalogue of Life.